# Cantone di Saint-Claude (Giura)
Il Cantone di Saint-Claude è una divisione amministrativa dell'arrondissement di Saint-Claude.
A seguito della riforma approvata con decreto del 17 febbraio 2014, che ha avuto attuazione dopo le elezioni dipartimentali del 2015, è passato da 19 a 7 comuni.

## Composizione
I 19 comuni facenti parte prima della riforma del 2014 erano:
- Avignon-lès-Saint-Claude
- Chassal
- Cuttura
- Lajoux
- Lamoura
- Lavancia-Epercy
- Lavans-lès-Saint-Claude
- Leschères
- Molinges
- Les Molunes
- Ponthoux
- Ravilloles
- La Rixouse
- Saint-Claude
- Saint-Lupicin
- Septmoncel
- Vaux-lès-Saint-Claude
- Villard-Saint-Sauveur
- Villard-sur-Bienne

Dal 2015 i comuni appartenenti al cantone sono i seguenti 7:
- Avignon-lès-Saint-Claude
- Cuttura
- Leschères
- Ravilloles
- La Rixouse
- Saint-Claude
- Villard-sur-Bienne